# Rance (série de jeux vidéo)
Pour les articles homonymes, voir Rance.
Rance est une série de jeux vidéo de rôle créée, développée et éditée par AliceSoft. Il s'agit de la plus ancienne série de jeux vidéo érotiques encore active. Le premier opus, Rance - Hikari Quest -, est sorti en 1989, tandis que le dernier jeu de la série principale, Rance X - Decisive Battle -, est sorti en 2018.
La série Rance suit le personnage ayant le rôle-titre, Rance, alors qu'il sauve un certain nombre de royaumes, bat les envahisseurs démoniaques et cause des méfaits dans le monde du jeu appelé « The Continent » (litt. Le Continent). Il est apparu dans la plupart des jeux de la série principale en tant que personnage jouable, accompagné de sa fidèle esclave, Sill Plain. La série principale compte dix jeux complets, avec deux suivis de Rance IV, tandis que le Kichikuou Rance (Brutal King Rance) est un spin-off de l'univers alternatif. De plus, les trois premiers jeux, Rance - Hikari Quest -, Rance II - Rebellious Maidens - et Rance III - Fall of Leazas - ont été remplacés rétroactivement par leurs versions ultérieures, Rance 01 - Hikari Quest -, Rance 02 - Rebellious Maidens - et Rance 03 - Chute de Leazas -.

## Jeux
| des jeux de la série Rance |                                     |
| 1989                       | Rance – Hikari Quest –              |
| 1990                       | Rance II – Rebellious Maidens –     |
| 1991                       | Rance III – Fall of Leazas –        |
| 1992                       |                                     |
| 1993                       | Rance IV – Legacy of the Sect –     |
| 1994                       |                                     |
| 1995                       | Rance 4.1 ~ Saving Pharmaceutical ~ |
| 1995                       | Rance 4.2 ~ Angel Army ~            |
| 1996                       | Brutal King Rance                   |
| 1997                       |                                     |
| 1998                       |                                     |
| 1999                       |                                     |
| 2000                       |                                     |
| 2001                       |                                     |
| 2002                       | Rance 5D – Lonely Girl –            |
| 2003                       |                                     |
| 2004                       | Rance VI – Collapse of Zeth –       |
| 2005                       |                                     |
| 2006                       | Warring-States Rance                |
| 2007                       |                                     |
| 2008                       |                                     |
| 2009                       | Rance 02 – Rebellious Maidens –     |
| 2010                       |                                     |
| 2011                       | Rance Quest – Rance Quest –         |
| 2012                       | Rance Quest Magnum                  |
| 2013                       | Rance 01 – Hikari Quest –           |
| 2014                       | Rance IX – Helman Revolution –      |
| 2015                       | Rance 03 – Fall of Leazas –         |
| 2016                       |                                     |
| 2017                       |                                     |
| 2018                       | Rance X – Decisive Battle –         |

### Rance – Hikari Quest –
Rance est chargé de trouver et de protéger la fille d'une riche famille par Keith Gold, le propriétaire d'une guilde locale à laquelle Rance est attaché, il apparaît dans presque tous les jeux de la série Rance. Rance enquête sur la ville, tandis que Sill enquête à l'Académie de Paris, où la victime de l'enlèvement a fréquenté l'école. Premier jeu créé par AliceSoft, il est sorti sur les séries d'ordinateurs PC-8800 et PC-9800, ainsi que sur le Sharp X68000, le MSX 2 et 2+, le FM TOWNS et le PC88VA. Une version Windows 95 –03 du jeu est sortie à la fin des années 1990, environ huit ans après la sortie du premier jeu.

#### Rance 01 – Hikari Quest –
Rance 01 - Hikari Quest -, sorti pour Windows en 2013, a le même paramétrage que Rance - Hikari Quest -, et remplace ce dernier dans le canon principal. Le jeu présentait un système de jeu amélioré et propose plus de nouveau contenu pour Rance - Hikari Quest - par rapport à Rance 02 - Rebellious Maidens -, la réédition de Rance II - Rebellious Maidens -.

### Rance II – Rebellious Maidens –
La ville de Kathtom, membre de l'Alliance des villes libres, est soudainement ensevelie sous terre par les quatre mages qui ont été chargés de garder la ville par Ragishss Cryhausen, l'ancien gardien de la ville. Rance part avec Sill pour les vaincre, mais apprend bientôt que leur esprit a été corrompu par le pouvoir des anneaux qu'ils manient. Rance tente de les empêcher de recevoir le pouvoir magique que les anneaux confèrent. Il est sorti sur les mêmes plateformes que le premier jeu Rance.

#### Rance 02 – Rebellious Maidens –
Une refonte graphique de Rance II - Rebellious Maidens -, sorti pour Windows en 2009. Ce fut la genèse des autres premières rééditions de jeux de la série Rance. Il ne contenait pas autant de nouveau contenu que la prochaine réédition, Rance 01 - Hikari Quest - .

### Rance III – Fall of Leazas –
Leazas, un royaume dirigé par la reine Lia, qui épouse Rance dans la chronologie de Brutal King Rance, est envahi par l'empire en guerre de Helman, à l'ouest. On pense que les démons sont la cause de l'attaque, et pour résoudre ce problème, Rance part à la recherche de l'épée « Chaos », qui contient l'âme d'un incroyable voleur d'il y a environ un millénaire et demi. Il a été publié sur la série d'ordinateurs PC-9800, ainsi que Sharp X68000 et FM TOWNS ; une première version de Windows, similaire à celles que les deux premiers jeux Rance ont reçues, a également été publiée.

#### Rance 03 – Fall of Leazas –
Une remake complet de Rance III - Fall of Leazas -, sorti pour Windows en 2015. Les graphismes sont renouvelés, tandis que l'histoire est modifiée pour mieux s'intégrer dans l'histoire canon principale. C'est la plus avancée technologiquement parlant des premières rééditions de Rance.

### Rance IV – Legacy of the Sect –
Ce jeu suit directement les événements de son prédécesseur. Rance, ayant vaincu les démons de Helman et sauvé Leazas, est téléportée à Ylapu, une île flottante géante au-dessus de Leazas. Là, Rance doit trouver un moyen de s'échapper de l'île, mais est gêné par les agents de Leazas et Helman qui viennent le récupérer sur le Continent. L'héritage auquel fait allusion le titre du jeu est un puissant artefact magique laissé par la Sainte Secte Magique. Il est sorti pour la série PC-9800 et les FM TOWNS.

#### Rance 4.1 ~ Saving Pharmaceutical ~
Rance accepte une quête pour empêcher une horde de monstres souterrains d'attaquer le bâtiment Happiness Pharmaceutical, où le Seirogan, un médicament de guérison, est produit. Ils découvrent que l'auteur est l'armée des anges ; l'un de leurs commandants s'échappe, ce qui commence le jeu suivant, Rance 4.2 ~ Angel Army ~.

#### Rance 4.2 ~ Angel Army ~
Dans la continuité du jeu précédent, Rance 4.1 ~ Saving Pharmaceutical ~, Rance poursuit le reste de l'armée des anges, alors que lui-même est poursuivi par un groupe d'assassinats et trois «Rare Gal-Monsters» , une classe d'ennemis uniques qu'il oa offensé dans Rance IV - Legacy of the Sect - . Les deux jeux sont sortis pour la série PC-9800, avec une version séparée sur disque.

### Brutal King Rance
Le jeu était supposé être la finale de la série Rance et l'un des derniers jeux AliceSoft cependant, sa grande popularité a permis à l'entreprise de continuer sa production de jeux. Rance, ennuyé de sa vie normale, rassemble un groupe de bandits hors-la-loi et prend le contrôle de certaines villes du sud de Helman. L'armée impériale réprime rapidement la rébellion de Rance et fait capturer Sill, cependant, il s'échappe à Leazas, où il épouse la reine du pays pour devenir un tyran « roi brutal », commandant sa propre armée pour se venger de Helman. De grandes forces d'opposition ont tenté de retirer le tyran du pouvoir, pourtant, Rance continue ses essais pour réaffirmer son pouvoir en tant que roi de Leazas, récupérer Sill et prendre le contrôle du monde. Rance, en remplissant son rôle général de héros épique, sauve le Continent de la destruction par un mal plus grand. Il s'agit du premier jeu Rance basé sur l'acquisition de territoire, et a été la genèse d'autres jeux de conception similaire. C'était également le premier jeu d'AliceSoft sorti pour Windows, au lieu d'un certain nombre d'autres PC japonais. Tous les autres jeux de Rance à ce jour ont été publiés pour Windows.

### Rance 5D – Lonely Girl –
L'arrêt temporaire de la production des jeux Rance, y compris la sortie de « Daiakuji » un an auparavant, a conduit au plus grand décalage entre la sortie de deux jeux Rance. Rance 5D - Lonely Girl - est basé sur un système de roulette unique, où les éléments du jeu de rôle sont déterminés aléatoirement. Dans le jeu, Rance voyage à travers le Continent, essayant de récupérer l'argent qui manque toujours, lorsque Rance et Sill entrent accidentellement dans le château de Genbu, une dimension distincte. Rance et Sill doivent alors s'échapper de la dimension, avec une femme nouvellement trouvée, Rizna Lanfbitt de Zeth.

### Rance VI – Collapse of Zeth –
Rance, poursuivant ses épreuves depuis Rance 5D - Lonely Girl -, se rend à Zeth, un royaume au sud-ouest de Leazas. Il offense Radon, un haut fonctionnaire du gouvernement, et est envoyé au camp d'esclaves ; Sill, qu'il a acheté au camp d'esclaves de Zeth, est traité avec beaucoup de gentillesse. Au sein du camp d'esclaves de Zeth, Rance rejoint le groupe de résistance « Ice Flame », qui cherche à changer le système de gouvernement inégal de Zeth, qui est biaisé contre les utilisateurs non magiques. Rance VI - Collapse of Zeth - est considéré comme l'un des meilleurs jeux de la série Rance, ce qui est aidé par la continuité du jeu à partir de la chronologie de Brutal King Rance.

### Warring-States Rance
Rance part pour le Japon, un archipel insulaire à l'est du Continent, qui s'inspire de la période des provinces en guerre (époque Sengoku) de l'histoire japonaise. La traduction anglaise originale de ce jeu, celle de Yandere Translations, a donné à la série Rance, et à AliceSoft en général, une présence notable dans le monde occidental. Warring-States Rance, également connu sous son titre en japonais, Sengoku Rance, était l'un des titres les plus vendus d'AliceSoft de tous les temps. Dans ce jeu, Rance, ayant pris le contrôle de l'un des États féodaux, cherche à prendre le contrôle du Japon en contrôlant l'État et à le sauver de la destruction.

### Rance Quest – Rance Quest –
Une suite du jeu précédent, Warring-States Rance, dans lequel Rance revient sur le Continent pour chercher un remède à la malédiction subit par Sill. Tout en essayant de convaincre la reine de Pencilcow, un royaume à l'ouest de Leazas, de guérir Sill, il l'offense, et elle lui jette une malédiction qu'il doit devenir beaucoup plus fort pour vaincre. Il parcourt ensuite le Continent, cherchant un remède pour lui-même et Sill. Le jeu est davantage basé sur l'arrêt de l'histoire de chaque personnage que sur une histoire plus continue.

#### Rance Quest Magnum
Une extension de Rance Quest - Rance Quest -, ce jeu suit Rance dans ses quêtes sur le Continent pour briser la malédiction qui s'est abattue sur lui dans le jeu précédent. Le jeu se concentre sur l'ajout de quêtes diverses, grâce auxquelles Rance peut s'aventurer, en apparence pour guérir sa malédiction, mais surtout en pratique pour en atténuer les effets.

### Rance IX – Helman Revolution –
Le gouvernement de Helman est tombé entre les mains de Stessel Ignon, qui corrompt le pays et projette de s'emparer de l'intégralité du Continent. Une force révolutionnaire se rassemble, cherchant à remplacer l'ancien empereur sur le trône, et ils sollicitent l'aide de Rance, qui accepte, dans l'espoir de supprimer la malédiction de Sill. Le premier ministre, Stessel, a planifié cela, et ses actions ont été vues plus tôt dans la série Rance ; il a poussé à la guerre entre Helman et Leazas dans les événements de Rance III - Chute de Leazas -.

### Rance X – Decisive Battle –
Le dernier jeu de la série Rance, il est sorti le 23 février 2018. La guerre entre les seigneurs démons du royaume des monstres est terminée, et ils envahissent maintenant le royaume humain, à leur Est. Rance dirige les forces combinées de toute l'humanité pour combattre les démons attaquants.

## Personnages
La série Rance a présenté un grand nombre de personnages tout au long de ses épisodes. Un certain nombre de ceux-ci sont décrits ci-dessous.
Rance (ランス)
Le personnage principal jouable et ayant le rôle-titre de la série Rance. C'est un guerrier puissant qui a été créé à l'archétype du personnage « kichiku ». Il était basé dans une ville de l'Alliance des villes libres, où il accepte des emplois de Keith's Guild lorsqu'il manque d'argent. Il vit dans le "Château de Rance", qu'il avait construit après les événements de Rance Quest - Rance Quest -. Les jeux comportent généralement des quêtes et d'autres missions dans lesquelles il se lance pour gagner ou récupérer l'argent qu'il a perdu.
Sill Plain (シィル・プライン)
Une puissante utilisatrice de magie qui accompagne généralement Rance dans ses quêtes. Il l'a achetée dans un camp d'esclaves à Zeth, où elle est née ; elle doit maintenant voyager avec lui partout où il va. Elle a été gelée dans la glace à la fin de Warring-States Rance et libérée à la fin de Rance IX - Helman Revolution -.
Athéna 2.0 (あてな2号)
Une androïde à base organique qui fonctionne comme un animal de compagnie pour Rance. Un accident lors de sa création l'a amenée à avoir une intelligence inférieure et une incapacité à atteindre un niveau supérieur. Elle a été créée lors des événements de Rance IV - Legacy of the Sect -. Elle est une utilisatrice de magie notoire, bien qu'elle ne soit pas aussi puissante que Sill en raison de ses limites.
Lia Parapara Leazas (リア・パラパラ・リーザス)
La reine de Leazas, qui s'est mariée avec Rance dans Brutal King Rance. Elle a apporté une nouvelle ère de prospérité au royaume, qui a conduit à un antagonisme en-brassé parmi un certain nombre de pays étrangers et de nobles. Elle est devenue la reine après que ses deux frères ont été tués dans un différend de succession. Elle accorde à sa fille de main, Maris Amaryllis, un grand pouvoir de gouvernement, tout en prenant régulièrement des jeunes filles par l'intermédiaire de sa ninja japonaise, Kentou Kanami. Sa prise a finalement été arrêtée par Rance.
Kentou Kanami (見当かなみ)
Un ninja japonais acquis par la reine Lia Leazas après s'être perdu sur le Continent. Elle est généralement engagée à aider la reine à obtenir l'affection de Rance, bien qu'elle ait été utilisée pour rassembler des jeunes filles jusqu'aux événements de Rance - Hikari Quest -.
Rizna Lanfbitt (リズナ・ランフビット)
Une utilisatrice de la magie, originaire de Zeth ; elle est rencontrée pour la première fois par Rance dans la dimension du château de Genbu dans Rance 5D - Lonely Girl - quand il y entre accidentellement. Elle est incroyablement naïve, et cette naïveté lui a causé beaucoup de douleur alors qu'elle était piégée dans la dimension alternative ; tandis qu'un esprit bienveillant l'aidait, c'était Rance qui lui a permis de s'échapper. Elle est maintenant sous la protection du roi de Zeth, un de ses amis d'enfance qu'elle connaissait avant d'être emprisonnée.
Copandon Dott (コパンドン・ドット)
Une femme d'affaires réputée, qui cherche à épouser Rance pour augmenter sa chance. Elle est née en tant que miko, mais après avoir prédit son propre avenir comme un grand malheur, elle est devenue obsédée par la chance et la richesse ; cela l'a amenée à se diriger vers les affaires, où elle a réussi. Sa première apparition dans la série est dans Rance 5D - Lonely Girl -, alors qu'elle cherche un homme qui a beaucoup de chance.
Urza Pranaice (ウルザ・プラナアイス)
Le chef du groupe de résistance Zeth Ice Flame. Elle est introduite dans la série quand elle entre dans le camp d'esclaves de Zeth dans Rance VI - Effondrement de Zeth -, et prend le contrôle de son groupe de résistance. Le jeu continue, Zeth est rendu plus égal et les groupes de résistance sont dissous. Elle devient l'un des quatre seigneurs qui gardent Zeth et la première à ne pas utiliser la magie pour le faire.
Crook Mofus (クルックー・モフス)
Le Muralaloux de l'église AL, religion dominante sur le Continent. Elle est apparue pour la première fois dans Rance Quest - Rance Quest - en tant qu'évêque dans l'église ; elle est devenue le Muralaloux à la mort de l'ancien, Duran Teyuran. Elle a une grande connaissance des malédictions et a aidé à libérer Sill de sa malédiction à la fin de Rance IX - Helman Revolution -.
Sachiko Centers (サチコ・センターズ)
Elle a été sauvée par Rance alors qu'elle était attaquée par des monstres lors des événements de Rance Quest - Rance Quest - et transformée en esclave. Elle est membre de l'église AL et est très respectueuse envers Crook, le Muralaloux de l'église. C'est une garde très puissante au combat.
Patton Misnarge (パットン・ミスナルジ)
Un ancien prince de Helman, qui a mené la guerre contre Leazas dans les événements de Rance III - Chute de Leazas - . Il a un rôle majeur dans Rance IX - Helman Revolution -, où Rance l'aide cherchant à reprendre en main le pays actuellement corrompu.

## OVA
Un OVA hentai basé sur la série, Rance: Sabaku no Guardian, est sorti le 25 décembre 1993. Ce n'était pas directement lié aux événements d'aucun jeu de la série. Il se composait de deux épisodes.
Un deuxième OVA, Rance 01: Hikari wo Motomete The Animation, était une adaptation de la réédition du premier jeu, Rance 01 - Hikari Quest -, et est sortie du 26 décembre 2014 au 24 juin 2016. Composé de quatre épisodes, l'OVA a été réalisé par Takashi Nishikawa et animé par le studio Seven.

## Voir également